# 24 Horas de Le Mans de 1926
As 24 Horas de Le Mans de 1926 foi o 4º grande prêmio automobilístico das 24 Horas de Le Mans, tendo acontecido nos dias 12 e 13 de junho 1926 em Le Mans, França no autódromo francês, Circuit de la Sarthe.

## Resultados Finais
| Pos    | Class | Nº | Equipe                                 | Pilotos                                  | Chassis                     | Motor                     | Voltas |
| ------ | ----- | -- | -------------------------------------- | ---------------------------------------- | --------------------------- | ------------------------- | ------ |
| 1      | 5.0   | 6  | Equipe sem nome                        | Robert Bloch André Rossignol             | Lorraine-Dietrich B3-6      | Lorraine-Dietrich 3.4L I6 | 147    |
| 2      | 5.0   | 5  | Equipe sem nome                        | Gérard de Courcelles Marcel Mongin       | Lorraine-Dietrich B3-6      | Lorraine-Dietrich 3.4L I6 | 146    |
| 3      | 5.0   | 4  | Equipe sem nome                        | "Stalter" Édouard Brisson                | Lorraine-Dietrich B3-6      | Lorraine-Dietrich 3.4L I6 | 139    |
| 4      | 2.0   | 17 | Officine Meccaniche (O.M.)             | Ferdinando Minoia Giulio Foresti         | O.M. Tipo 665 Superba       | O.M. 2.0L I6              | 134    |
| 5      | 2.0   | 18 | Officine Meccaniche (O.M.)             | Mario Danieli Tino Danieli               | O.M. Tipo 665 Superba       | O.M. 2.0L I6              | 131    |
| 6      | 2.0   | 27 | Equipe sem nome                        | Pierre Tabourin Auguste Lefranc          | Theo Schneider 25SP         | Theo Schneider 2.0L I4    | 118    |
| 7      | 2.0   | 21 | Equipe sem nome                        | Aimé Nezeloff Jean Lasalle               | Rolland-Pilain C23          | Rolland-Pilain 2.0L I4    | 117    |
| 8      | 1.5   | 37 | Etablissements Henri Precioux (E.H.P.) | Henri de Costier Pierre Bussienne        | E.H.P. DS                   | C.I.M.E. 1.2L I4          | 111    |
| 9      | 1.1   | 46 | Equipe sem nome                        | Georges Casse André Rousseau             | Salmson GS                  | Salmson 1.1L I4           | 110    |
| 10     | 1.5   | 33 | Equipe sem nome                        | Jean Errecaldé André Galoisy             | Corre La Licorne W16        | Corre 1.4L I4             | 109    |
| 11     | 1.1   | 42 | Equipe sem nome                        | André Marandet Gonzaque Lécureul         | S.A.R.A. BDE                | S.A.R.A. 1.1L I4          | 108    |
| 12     | 1.1   | 43 | Equipe sem nome                        | Gaston Duval Henri Armand                | S.A.R.A. BDE                | S.A.R.A. 1.1L I4          | 104    |
| 13     | 1.1   | 49 | Equipe sem nome                        | Fernand Gabriel Louis Paris              | Ariés 5-9 Sup CV            | Ariés 1.0L I4             | 101    |
| 14 NC  | 3.0   | 15 | Willys-Overland Co.                    | "Deprez" Maurice Dumont                  | Overland 93 Six             | Overland 2.8L I6          | 117    |
| 15 NC  | 2.0   | 20 | Equipe sem nome                        | Gaston Delalande Louis Sire              | Rolland-Pilain C23          | Rolland-Pilain 2.0L I4    | ?      |
| 16 NC  | 1.5   | 35 | Equipe sem nome                        | "Van Cuyck" Roger Camuzet                | Ravel 9CV                   | Ravel 1.5L I4             | ?      |
| 17 NC  | 1.5   | 30 | No Team Name                           | Léon Molon Lucien Molon                  | Jousset M1                  | Jousset 1.5L I4           | ?      |
| 18 DNF | 3.0   | 7  | Bentley Motors Ltd.                    | Dr. Dudley Benjafield Sammy Davis        | Bentley 3 Litre Speed Model | Bentley 3.0L I4           | 138    |
| 19 DNF | 2.0   | 25 | Equipe sem nome                        | Robert Gautier Pierre Clause             | Bignan                      | Bignan 2.0L I4            | 113    |
| 20 DNF | 3.0   | 9  | Bentley Motors Ltd.                    | Tommy Thistlewayte Capt. R. Clive Gallop | Bentley 3 Litre Super Sport | Bentley 3.0L I4           | 105    |
| 21 DNF | 2.0   | 19 | Officine Meccaniche (O.M.)             | Renato Balestrero Frédéric Thelluson     | O.M. Tipo 665 Superba       | O.M. 2.0L I6              | 94     |
| 22 DNF | 5.0   | 2  | Equipe sem nome                        | André Boillot Louis Rigal                | Peugeot 174S                | Peugeot 3.8L I6           | 82     |
| 23 DNF | 5.0   | 3  | Equipe sem nome                        | Louis Wagner Christian Dauvergne         | Peugeot 174S                | Peugeot 3.8L I6           | 76     |
| 24 DNF | 3.0   | 8  | Bentley Motors Ltd.                    | George Duller Frank Clement              | Bentley 3 Litre Speed Model | Bentley 3.0L I4           | 72     |
| 25 DNF | 3.0   | 10 | Equipe sem nome                        | Robert Laly Jean Chassagne               | Ariés Surbaissée 3-Litre    | Ariés 3.0L I4             | 65     |
| 26 DNF | 1.5   | 29 | Equipe sem nome                        | René Bonneau Raymond Saladin             | Jousset M1                  | Jousset 1.5L I4           | 64     |
| 27 DNF | 1.5   | 38 | Etablissements Henri Precioux (E.H.P.) | "Morac" Marcel Ballot                    | E.H.P. DS                   | C.I.M.A. 1.2L I4          | 62     |
| 28 DNF | 2.0   | 26 | No Team Name                           | Robert Poirier Antonin Fontaine          | Theo Schneider 25SP         | Theo Schneider 2.0L I4    | 61     |
| 29 DNF | 1.5   | 39 | Equipe sem nome                        | Lionel de Marmier Jean Sachot            | Salmson DZ                  | Salmson 1.2L I4           | 54     |
| 30 DNF | 2.0   | 22 | Equipe sem nome                        | "Stremler" Paul Chalamel                 | Rolland-Pilain C23          | Rolland-Pilain 2.0L I4    | 53     |
| 31 DNF | 1.5   | 36 | Equipe sem nome                        | Georges Kling Pierre Rey                 | Ravel 9CV                   | Ravel 1.5L I4             | 46     |
| 32 DNF | 1.5   | 34 | Equipe sem nome                        | Louis Abit C. Duverger                   | Ravel 9CV                   | Ravel 1.5L I4             | 45     |
| 33 DNF | 1.1   | 47 | Equipe sem nome                        | André de Victor J. Hasley                | Salmson GS                  | Salmson 1.1L I4           | 35     |
| 34 DNF | 1.5   | 28 | Etablissements Henri Precioux (E.H.P.) | Guy Bouriat Guy Dollfuss                 | E.H.P.                      | C.I.M.A. 1.5L I4          | 34     |
| 35 DNF | 1.1   | 48 | Equipe sem nome                        | Roger Delano Edmond Closset              | Ariés                       | Ariés 1.0L I4             | 31     |
| 36 DNF | 1.5   | 31 | Equipe sem nome                        | W. Lestienne Louis Balart                | Corre La Licorne G6         | Corre 1.5L I4             | 31     |
| 37 DNF | 3.0   | 11 | Equipe sem nome                        | Charles Flohot Arthur Duray              | Ariés 5-8 CV 3-Litre        | Ariés 3.0L I4             | 31     |
| 38 DNF | 1.5   | 32 | Equipe sem nome                        | Albert Colomb Fernand Vallon             | Corre La Licorne G6         | Corre 1.5L I4             | 11     |
| 39 DNF | 5.0   | 1  | Willys-Overland                        | Paul Gros Paul Leduc                     | Willys 66                   | Knight 3.9L I6            | 8      |
| 40 DNF | 2.0   | 24 | Equipe sem nome                        | Léon Derny Amedée Rossi                  | Georges Irat 4A/3           | Georges Irat 2.0L I4      | 7      |
| 41 DNF | 2.0   | 23 | Equipe sem nome                        | Maurice Rost Emil Burie                  | Georges Irat 4A/3           | Georges Irat 2.0L I4      | 6      |

Legenda :DNQ = Não largou - DNF = Abandono - NC = Não classificado - DSQ= Desqualificado